# 10e cérémonie des Critics' Choice Movie Awards
La 10e cérémonie des Critics' Choice Movie Awards, décernés par la Broadcast Film Critics Association, a eu lieu le 10 janvier 2005, et a récompensé les films sortis en 2004.

## Palmarès

### Meilleur film
- Sideways 
  - Aviator
  - Collateral
  - Eternal Sunshine of the Spotless Mind
  - Neverland
  - Hotel Rwanda
  - Dr Kinsey
  - Million Dollar Baby
  - Le Fantôme de l'Opéra
  - Ray

### Meilleur acteur
- Jamie Foxx pour le rôle de Ray Charles dans Ray 
  - Javier Bardem pour le rôle de Ramón Sampedro dans Mar adentro
  - Don Cheadle pour le rôle de Paul Rusesabagina dans Hotel Rwanda
  - Johnny Depp pour le rôle de James M. Barrie dans Neverland
  - Leonardo DiCaprio pour le rôle de Howard Hughes dans Aviator
  - Paul Giamatti pour le rôle de Miles dans Sideways

### Meilleure actrice
- Hilary Swank pour le rôle de Maggie Fitzgerald dans Million Dollar Baby 
  - Annette Bening pour le rôle de Julia Lambert dans Adorable Julia
  - Catalina Sandino Moreno pour le rôle de Maria Alvarez dans Maria, pleine de grâce
  - Imelda Staunton pour le rôle de Vera dans Vera Drake
  - Uma Thurman pour le rôle de Beatrix Kiddo dans Kill Bill 2
  - Kate Winslet pour le rôle de Clementine Kruczynski dans Eternal Sunshine of the Spotless Mind

### Meilleur acteur dans un second rôle
- Thomas Haden Church pour le rôle de Jack dans Sideways 
  - Jamie Foxx pour le rôle de Max dans Collatéral
  - Morgan Freeman pour le rôle d'Eddie Scrap dans Million Dollar Baby
  - Clive Owen pour le rôle de Larry dans Closer, entre adultes consentants
  - Peter Sarsgaard pour le rôle de Clyde Martin dans Dr Kinsey

### Meilleure actrice dans un second rôle
- Virginia Madsen pour le rôle de Maya dans Sideways 
  - Cate Blanchett pour le rôle de Katharine Hepburn dans Aviator
  - Laura Linney pour le rôle de Clara McMillen dans Dr Kinsey
  - Natalie Portman pour le rôle d'Alice dans Closer, entre adultes consentants
  - Kate Winslet pour le rôle de Sylvia Llewelyn Davies dans Neverland

### Meilleur jeune acteur
- Freddie Highmore pour le rôle de Peter Davies dans Neverland
  - Liam Aiken pour le rôle de Klaus Baudelaire dans Les Désastreuses Aventures des orphelins Baudelaire (Lemony Snicket's A Series of Unfortunate Events)
  - Cameron Bright pour le rôle de Sean Conte (jeune) dans Birth
  - Daniel Radcliffe pour le rôle de Harry Potter dans Harry Potter et le Prisonnier d'Azkaban
  - William Ullrich pour le rôle de Bobby (jeune) dans Beyond the Sea

### Meilleure jeune actrice
- Emmy Rossum pour le rôle de Christine Daaé dans Le Fantôme de l'Opéra
  - Emily Browning pour le rôle de Violette Baudelaire dans Les Désastreuses Aventures des orphelins Baudelaire (Lemony Snicket's A Series of Unfortunate Events)
  - Dakota Fanning pour le rôle de Pita dans Man on Fire
  - Lindsay Lohan pour le rôle de Cady Heron dans Lolita malgré moi
  - Emma Watson pour le rôle de Hermione Granger dans Harry Potter et le Prisonnier d'Azkaban

### Meilleure distribution
- Sideways
  - Closer, entre adultes consentants
  - La Vie aquatique
  - Ocean's Twelve

### Meilleur réalisateur
- Martin Scorsese - Aviator
  - Clint Eastwood - Million Dollar Baby
  - Marc Forster - Neverland
  - Taylor Hackford - Ray
  - Alexander Payne - Sideways

### Meilleur scénariste
- Alexander Payne et Jim Taylor - Sideways
  - Bill Condon - Dr Kinsey
  - Charlie Kaufman - Eternal Sunshine of the Spotless Mind
  - John Logan - Aviator
  - David Magee - Neverland

### Meilleur film étranger
- Mar adentro  Espagne
  - Le Secret des poignards volants (十面埋伏)  Chine
  - Maria, pleine de grâce (Maria, llena eres de gracia)  Colombie
  - Carnets de voyage (Diarios de motocicleta)  Argentine
  - Un long dimanche de fiançailles  France  États-Unis

### Meilleur film de famille
- Neverland
  - Les Désastreuses Aventures des orphelins Baudelaire (Lemony Snicket's A Series of Unfortunate Events)
  - Spider-Man 2

### Meilleur film d'animation
- Les Indestructibles
  - Shrek 2
  - Le Pôle express

### Meilleur film populaire
- Spider-Man 2

### Meilleur téléfilm
- Moi, Peter Sellers

### Meilleur documentaire
- Fahrenheit 9/11

### Meilleure musique de film
- "Old Habits Die Hard", interprétée par Mick Jagger et Dave Stewart - Irrésistible Alfie
  - "Accidentally in Love", interprétée par Counting Crows - Shrek 2
  - "Believe", interprétée par Josh Groban - Le Pôle express

### Meilleur compositeur
- Howard Shore pour la composition de la bande originale de Aviator

### Meilleure bande originale
- Ray

## Récompenses et nominations multiples

### Nominations multiples
Films
7 : Sideways, Neverland
5 : Aviator
4 : Dr Kinsey, Million Dollar Baby
3 : Eternal Sunshine of the Spotless Mind, Ray, Closer, entre adultes consentants
2 : Collateral, Hotel Rwanda, Le Fantôme de l'Opéra, Mar adentro, Maria, pleine de grâce, Les Désastreuses Aventures des orphelins Baudelaire, Harry Potter et le Prisonnier d'Azkaban, Shrek 2, Le Pôle express
Personnalités
2 : Alexander Payne, Jamie Foxx, Kate Winslet

### Récompenses multiples
5/7 : Sideways
2/7 : Neverland